# Panzerregiment 29
Het Panzerregiment 29 was een Duits tankregiment van de Wehrmacht tijdens de Tweede Wereldoorlog.

## Krijgsgeschiedenis

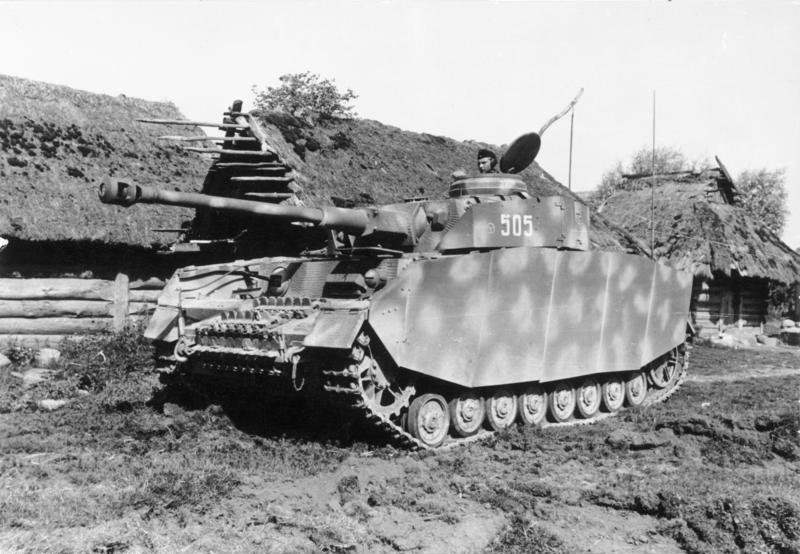
Panzer IV van het regiment in Rusland, juli 1944

Panzerregiment 29 werd opgericht op 1 oktober 1940 in Sagan uit Pz.Ers.Abt. 15 (staf + I. Abteilung), Pz.Ers.Abt. 5 (II. Abteilung) en Pz.Ers.Abt. 10 (III. Abteilung).
Het regiment maakte bij oprichting deel uit van de 12e Pantserdivisie en bleef dat gedurende zijn hele bestaan.
Het regiment capituleerde (met de rest van de divisie) in Koerland op 9 mei 1945.

## Samenstelling bij oprichting
- I. Abteilung met 3 compagnieën (1-3)
- II. Abteilung met 3 compagnieën (4-6)
- II. Abteilung met 3 compagnieën (7-9)

## Wijzigingen in samenstelling
Op 15 mei 1942 werd III. Abteilung afgegeven aan de 13e Pantserdivisie en werd daar III./Pz.Rgt. 4.

Tot eind juni 1942 werd het regiment opgefrist en uitgebreid tot 4 compagnieën per Abteilung. Eind augustus 1942 kwam de 1e compagnie van Pz.Abt. z.b.V. 66 naar het regiment en vormde daar de 8e compagnie.

De I. Abteilung werd op 11 mei 1943 in Frankrijk omgedoopt tot schwere Panzer-Abteilung 508, maar al weer op 8 juli werd de Abteilung weer terug omgedoopt in I./Pz.Reg.29. Vervolgens werd de Abteilung omgevormd naar de Panther, maar kreeg zijn Panther’s pas in maart-april-mei 1944. Vervolgens werd de Abteilung begin september 1944 ingedeeld bij de Panzerbrigade 112. Toen die op 23 september alweer ontbonden werd, bleef de I./Pz.Reg.29 separaat en vocht weer aan het Oostfront. Vanaf 12 maart 1945 maakte de Abteilung deel uit van de Pantserdivisie Müncheberg.

## Opmerkingen over schrijfwijze
- Abteilung is in dit geval in het Nederlands een tankbataljon.
- II./Pz.Rgt. 29 = het 2e Tankbataljon van Panzerregiment 29

## Commandanten
| Rang                                          | Naam                      | Begin                | Eind          |
| --------------------------------------------- | ------------------------- | -------------------- | ------------- |
| Oberstleutnant Oberst (vanaf 1 november 1940) | Dipl. Ing. Hans Stenglein | 1 oktober 1940       | 17 juli 1941  |
| Oberstleutnant                                | Herbert-Ernst Vahl        | Midden december 1941 | Augustus 1942 |
| ??                                            | 17 juli 1941              | 9 mei 1945           |               |

Panzerregiment 1 · Panzerregiment 2 · Panzerregiment 3 · Panzerregiment 4 · Panzerregiment 5 · Panzerregiment 6 · Panzerregiment 7 · Panzerregiment 8 · Panzerregiment 9 · Panzerregiment 10 · Panzerregiment 11 · Panzerregiment 15 · Panzerregiment 16 · Panzerregiment 17 · Panzerregiment 18 · Panzerregiment 21 · Panzerregiment 22 · Panzerregiment 23 · Panzerregiment 24 · Panzerregiment 25 · Panzerregiment 26 · Panzerregiment 27 · Panzerregiment 28 · Panzerregiment 29 · Panzerregiment 31 · Panzerregiment 33  · Panzerregiment 35 · Panzerregiment 36 · Panzerregiment 39 · Panzerregiment 69 · Panzerregiment 80 · Panzerregiment 100 · Panzerregiment 101 · Panzerregiment 102 · Panzerregiment 116 · Panzerregiment 118 · Panzer-Lehr-Regiment 130 · Panzerregiment 201 · Panzerregiment 202 · Panzerregiment 203 · Panzerregiment 204 · Schweres Panzer-Regiment Bäke · Panzerregiment Brandenburg · Panzerregiment Coburg · Panzerregiment Feldherrnhalle · Panzerregiment Feldherrnhalle 2 · Panzerregiment Hermann Göring · Panzerregiment Großdeutschland · Panzerregiment Kurmark · Panzerregiment von Lauchert · Panzerregiment Major Rettemeier · Fallschirm-Panzerregiment 1 · Fallschirm-Panzerregiment 21 · SS-Panzerregiment 1 LSSAH · SS-Panzerregiment 2 · SS-Panzerregiment 3 · SS-Panzerregiment 5 · SS-Panzerregiment 9 · SS-Panzerregiment 10 · SS-Panzerregiment 11 · SS-Panzerregiment 12